# Camargos (Mariana)
Camargos é um distrito do município brasileiro de Mariana, no interior do estado de Minas Gerais. Segundo o censo demográfico de 2022, realizado pelo Instituto Brasileiro de Geografia e Estatística (IBGE), sua população era de 130 habitantes e havia 47 domicílios particulares permanentes ocupados. Possui área de 115,09 km² conforme a Fundação João Pinheiro (FJP).
De acordo com o IBGE, em 2010 a população era de 83 habitantes e havia 76 domicílios particulares.
O povoado foi fundado em 1711 por um grupo de paulistas e vicentinos, do qual faziam parte José de Camargo Pimentel, alcaide-mor de São Vicente e São Paulo, junto com seus primos João Lopes de Camargo, Thomaz Lopes de Camargo e Gonçalo Lopes de Camargo. Pela lei provincial nº 52 de 8 de abril de 1836 foi criado o distrito.